# Vostok 3
Vostok 3 og Vostok 4 blev sendt op med en dags mellemrum og tilsammen gennemførte de den første parflyvning.

## Højdepunkter
Kosmonauten Andrian Nikolajev meldte at han kunne se Vostok 4 kort efter opsendelsen. De to kosmonauter talte også sammen over radio. Nikolajev optog den første farvefilm i rummet. 

## Besætning
- Andrian Nikolajev

Reservepilot
- Valery Bykovskij

## Kaldenavn
Сокол (Sokol – Falk)

## Tid og sted
- Affyring: 11. august 1962 kl.08:30 UTC, Bajkonur-kosmodromen LC1, 45° 55' 00" N – 63° 20' 00" Ø
- Landing: 15. august 1962 kl.06:85 UTC, 48° 2' N, 75° 45' Ø
- Varighed: 3 dage 22 timer 22 minutter
- Antal kredsløb: 65

## Nøgletal
- Masse: 4.722 kg
- Perigæum: 166 km
- Apogæum: 218 km
- Banehældning: 65,0°
- Omløbstid 88,3 minutter